# 紙笛
紙笛（かみふえ、かみぶえ）は紙を使って音を出す笛の一種。
原理は、2枚の紙の薄い紙を重ね合わせてリコーダーにし、音を出す。紙の間を通る息が乱気流となり、紙を振動させ、音が出る仕組みになっている。音色は、小さな紙では息の強さで音階を作れる。紙を広くすることにより、音がおならの擬音に使用されることもある。
この他にボール紙などの厚手の紙を円筒形にし、吹く物もある。この場合は単音しか出ないが、太さを変えることにより、列車の汽笛などの擬音を出せる。
主に子供の遊び。笛の原理を知る上での教材にもされる。
紙であるために湿気が影響し、短時間しか演奏できない。

## 演奏方法
2枚の半紙もしくは折り紙など薄く硬い紙を直角におり、頂点を重ね合わせ人差し指と中指で唇に当てる。息を吹くことにより、リコーダーの原理で音が出る。
円筒形の物は、厚手の紙を円筒形にし、尺八と同様の吹き方で吹く。円筒の径で高音、低音が調整できる。